# Tân Khánh, Tân An
Tân Khánh là một phường cũ thuộc thành phố Tân An, tỉnh Long An, Việt Nam.

## Địa lý
Phường Tân Khánh nằm ở phía nam thành phố Tân An, có vị trí địa lý:
- Phía đông giáp xã An Vĩnh Ngãi với ranh giới là sông Bảo Định
- Phía tây giáp phường Khánh Hậu
- Phía nam giáp tỉnh Tiền Giang
- Phía bắc giáp Phường 4.

Phường Tân Khánh có diện tích 7 km², dân số năm 2022 là 7.184 người, mật độ dân số đạt 1.026 người/km².

## Hành chính
Phường Tân Khánh được chia thành 4 khu phố: Nhơn Cầu, Nhơn Hậu, Thủ Tửu 1, Thủ Tửu 2.

## Lịch sử
Ngày 19 tháng 6 năm 2006, Chính phủ ban hành Nghị định số 60/2006/NĐ-CP về việc thành lập phường Tân Khánh thuộc thị xã Tân An trên cơ sở điều chỉnh 696 ha diện tích tự nhiên và 5.523 người của xã Khánh Hậu.
Ngày 24 tháng 8 năm 2009, Chính phủ ban hành Nghị quyết số 38/NQ-CP về việc thành lập thành phố Tân An thuộc tỉnh Long An. Phường Tân Khánh trực thuộc thành phố Tân An.
Năm 2018, phường Tân Khánh có 5 khu phố: Nhơn Cầu, Nhơn Hậu 1, Nhơn Hậu 2, Thủ Tửu 1, Thủ Tửu 2.
Ngày 18 tháng 7 năm 2019, HĐND tỉnh Long An ban hành Nghị quyết số 43/NQ-HĐND về việc thành lập khu phố Nhơn Hậu trên cơ sở khu phố Nhơn Hậu 1 và khu phố Nhơn Hậu 2.
Phường Tân Khánh có 4 khu phố: Nhơn Cầu, Nhơn Hậu, Thủ Tửu 1, Thủ Tửu 2.